# Crepidoderoides
Crepidoderoides is een geslacht van kevers uit de familie bladkevers (Chrysomelidae).
De wetenschappelijke naam van het geslacht werd in 1942 gepubliceerd door Chûjô.

## Soorten
- Crepidoderoides suturalis Medvedev, 1993